# بنجریر
بنجریر (به فرانسوی: Ben Guerir) در مراکش با جمعیت ۷۰٬۰۰۰ نفر است که در مراکش تانسیفت الحوز واقع شده‌است.